# Fureur à l'ouest
Pour plus de détails, voir Fiche technique et Distribution.
Fureur à l'ouest (The Wild Westerners) est un western américain sorti en 1962 , réalisé par Oscar Rudolph 

## Synopsis
Un marshall des États-Unis mène une enquête autour d'un shérif appelé Plummer qui est suspecté de complicité dans une série de vols. L'affaire devient personnelle quand l'épouse du marshal est enlevée par les hors-la-loi.

## Fiche technique
- Titre français : Fureur à l'ouest[2]
- Titre original anglais : The Wild Westerners
- Genre : western
- Réalisation : Oscar Rudolph
- Scénario : Gerald Drayson Adams
- Production : Sam Katzman pour Four Leaf Productions
- Photographie : Gordon Avil
- Montage : Jerome Thoms
- Format d'image : Eastmancolor
- Durée : 70 minutes
- Langue originale : anglais
- Pays :  États-Unis
- Distribué par : Columbia Pictures
- Date de sortie : 
  - aux États-Unis : juin 1962
  - en France : 31 juillet 1963[2]

## Distribution
- James Philbrook (VF : William Sabatier) : Marshal Jim McDowell
- Nancy Kovack (VF : Jacqueline Porel) : Rose Sharon
- Duane Eddy (VF : Roger Rudel) : Marshal adjoint Clint Fallon
- Guy Mitchell (VF : Jean Clarieux) : adjoint Johnny Silver
- Hugh Sanders (VF : Louis Arbessier) : Marshal en chef Reuben (Fred en VF) Bernard
- Elizabeth MacRae : Crystal Plummer
- Marshall Reed (VF : Jean-François Laley) : Shérif Henry Plummer
- Nestor Paiva (VF : Pierre Leproux) : Gouverneur John Bullard
- Harry Lauter (VF : Fernand Fabre) : Jud Gotch
- Bob Steele (VF : Michel Gudin) : Marshal adjoint Casey Bannen
- Lisa Burkett (VF : Jane Val) : Yellow Moon (Rayon de Lune en VF)
- Terry Frost : Ashley Cartwright
- Hans Wedemeyer : Wasna
- Don Harvey : Hanna
- Elizabeth Harrower : Martha Bernard
- Joe McGuinn (VF : René Blancard) : Sam Clay
- James Logan (VF : Jean Berton) : Mike Shaughnessy

## Colonne sonore
The Wild Westerners, écrit par Duane Eddy et Lee Hazlewood, chanté par Duane Eddy. La chanson est sortie en disque avec au recto The Ballad of Paladin de Have Gun - Will Travel.